# Лабастид-Сен-Пьер

Лабастид-Сен-Пьер (фр. Labastide-Saint-Pierre [labastid sɛ̃ pjɛʁ]) - коммуна (муниципалитет, небольшой город) Франции,  входит в кантон Тарн-Теску-Керси вер фр. Tarn-Tescou-Quercy vert в составе округа Монтобан, располагающегося во французском департаменте Тарн и Гаронна в бывшем регионе Юг-Пиренеи на юге Франции, который с 1 января 2016 года является частью региона Окситания.

## Климат
Климат региона Окситании - умеренный, влажный субтропический, который граничит с средиземноморским климатическим поясом. Средняя температура воздуха всегда выше нуля. Осадки распределяются равномерно на протяжении всего года.

## География

### Географическое местоположение
Коммуна расположена на реке Тарн на старой национальнальной дороге 630, между городом Монтобан и коммуной Бюзет-сюр-Тарн. Лабастид-Сен-Пьер - это центр городского блока Лабастид-Сен-Пьер округа Тулузы.

### Границы
Лабастид-Сен-Пьер граничит с другими шестью коммунами: 
- Монтобан фр. Montauban на севере
- Корбарьё фр. Corbarieu на северо-востоке
- Оргей (Тарн и Гаронна) фр. Orgueil на юго-востоке
- Кампас фр. Campsas на юге
- Монтбартье фр. Montbartier на западе
- Брессольс фр. Bressols на северо-западе

### Гидрография
Коммуна Лабастид-Сен-Пьер построена на реке Тарн, которая проходит по коммуне на северо-востоке; притоки Тарна - река Верне фр. ruisseau du Vergnet, река Рьё Тор фр. Rieu Tort, река Фаба фр. ruisseau de Fabas.

### Геология и рельеф
Коммуна Лабастид-Сен-Пьер расположена на первой террасе Тарна на левом берегу. 
Площадь коммуны составляет 2064 га; ее высота меняется от 75 до 119 метров над уровнем моря.

### Транспорт
Лабастид-Сен-Пьер обслуживается автобусной линией Смешанных видов транспорта Окситании фр. Lignes intermodales d'Occitanie. Это линия 717/717, которая позволяет соединять Монтобан с Сен-Сюльпис-ла-Пуант, проходя непосредственно через центр города.
Коммуна Лабастид-Сен-Пьер доступна через шоссе A62, а кроме того через шоссе D930 (бывшую национальную дорогу 630).
Коммуна находится недалеко от железнодорожной станции Монбартье фр. Gare de Montbartier и вокзала Монтобан-Виль-Бурбон фр. Gare de Montauban-Ville-Bourbon.